# Соловьиный пруд (Москва)
Соловьи́ный пруд — водоём в районе Ясенево Юго-Западного административного округа Москвы, находится возле улицы Рокотова.

## Описание
Водоём имеет овальную форму. Его длина составляет 75 метров, ширина — 50 метров. На западном берегу расположен берёзовый перелесок, на остальных — травяные газоны. Питание осуществляется за счёт грунтовых и сточных вод. Пруд оборудован аварийным водосбросом и очистными фильтрами.

## Этимология
Своё название Соловьиный пруд получил от одноимённого проезда, который расположен неподалёку. Местные жители в 1978 году дали название проезду в честь соловьёв, чьё пение доносится из Битцевского леса.

## История
Пруд был образован в 1980 году на левом истоке реки Городни — Суровенке, которая в настоящее время убрана в подземный коллектор.
При застройке микрорайона Ясенево рабочие перекрыли ложбину Городни и образовали котлован, который после заболачивания стал водоёмом. Постепенно в нём скапливался бытовой и строительный мусор, прибрежная территория приходила в запустение.
В 2003—2005 годах по заказу Департамента природопользования и охраны окружающей среды Москвы водоём и прибрежную территорию благоустроили: произвели углубление дна, очистили его от ила и мусора, берега укрепили лиственничными сваями, высадили кустарники и проложили тропинки.